# Abelines Gaard

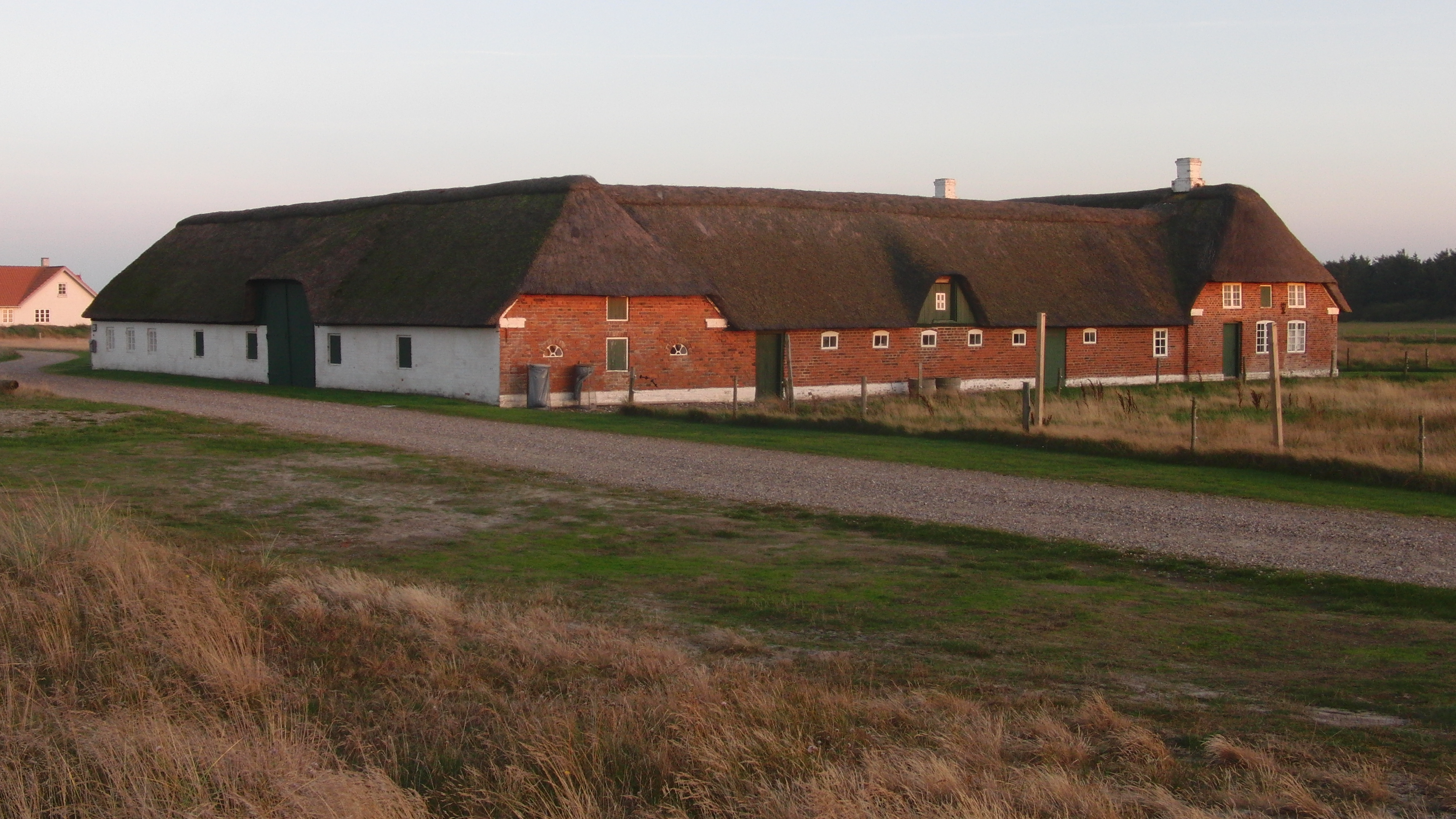
Blick auf den Hof

Abelines Gaard ist ein Vierkanthof in Hvide Sande, der zwischen 1854 und 1871 vom Strandvogt Christen Christensen in typisch westjütischem Baustil errichtet wurde.
1974 wurde der Hof von einer selbständigen Stiftung gekauft und zu einem Heimatmuseum umgewandelt. Der gut erhaltene Hof ist heute noch so eingerichtet wie zu Christensens Zeit.
1996 erhielt Abelines Gård den Europa-Nostra-Preis als Anerkennung für die Bewahrung des Hofes. Der Hof ist Teil des Ringkøbing-Skjern Museums.